# Шри-Ланка Ти-Кап
Шри-Ланка Ти-Кап (англ. Sri Lanka T-Cup) — шоссейная многодневная велогонка, проходящая в Шри-Ланке. Входит в календарь Азиатского тура UCI.

## История
Гонка была создана в 2017 году с целью продвижения имиджа Шри-Ланки как безопасного туристического направления и организована промоутером спортивных мероприятий Lanka Sportreizen. В её названии использовался самый известный символ Шри-Ланки — чай. В мае того же года прошла первая гонка. Она проводилась среди любителей и стала первой международной гонкой в Шри-Ланке.
В 2018 году гонка вошла в календарь UCI Asia Tour, получив категорией 2.2.
Последующие гонки были отменены по ходу сезона. В 2019 году из-за терактов, а в 2020 из-за пандемии COVID-19
Маршрут проведённых гонок состоял из трёх этапов проходивших от одного побережья до другого по маршруту Пасикуда — Махиянгана — Негомбо — Канди, за что получила неофициальное название Coast to Coast 

## Призёры
| Год  | Победитель         | Второй          | Третий           |         |
| ---- | ------------------ | --------------- | ---------------- | ------- |
| 2017 | Джордж Луис Оконер | Самуэль Волкерс | Хари Фитрианто   |         |
| 2018 | Ясухару Накадзима  | Степан Астафьев | Ёсимицу Хирацука |         |
| 2019 | отменён            | отменён         | отменён          | отменён |
| 2020 | отменён            | отменён         | отменён          | отменён |